# Copa Perú 2004
La Copa Perú 2004 fue la edición número 32 en la historia de la competición y se disputó entre los meses de febrero y diciembre. El torneo otorgó un cupo al torneo de Primera División y finalizó el 18 de diciembre tras disputarse el partido de vuelta de la final que consagró como campeón al Sport Áncash. Con el título obtenido este club lograría el ascenso al Campeonato Descentralizado 2005.
A partir de esta edición el campeón y subcampeón de cada etapa clasificó a la siguiente fase del torneo.

## Etapa Regional
A esta fase clasificaron dos equipos de cada departamento del Perú desde la llamada "Etapa Departamental". A estos se unieron el campeón y subcampeón de la Segunda División Peruana 2004: Olímpico Somos Perú y el Deportivo Municipal, en la Región VI.
Todos los Equipos están divididos en 8 grupos por cercanía geográfica; cada equipo campeón y subcampeón clasificarán a la Etapa Nacional. De estos 16 equipos Campeones jugarán por cercanía Geográfica partidos de knock-out (KO) de local y visita. El ganador de la Final asciende a Primera División 2005.

### Región I
| Departamento | Club                    | Ciudad       |
| ------------ | ----------------------- | ------------ |
| Amazonas     | Sport Sealcas           | Bagua Grande |
| Amazonas     | Higos Urco              | Chachapoyas  |
| Lambayeque   | Flamengo FBC            | Chiclayo     |
| Lambayeque   | Universidad de Chiclayo | Chiclayo     |
| Piura        | Academia Municipal      | Talara       |
| Piura        | Olimpia FC              | La Unión     |
| Tumbes       | Independiente           | Aguas Verdes |
| Tumbes       | Unión Pacífico          | Tumbes       |

#### Grupo A
| \| Jor. \| Fecha \| Ciudad \| Local \| Score \| Visitante \| \| ---- \| ---------- \| ------------ \| ----------------------------- \| ----- \| ----------------------------- \| \| 1 \| 19-09-2004 \| Chiclayo \| Flamengo FBC de Chiclayo \| 3-1 \| Higos Urco de Chachapoyas \| \| 1 \| 26-09-2004 \| Chachapoyas \| Higos Urco de Chachapoyas \| 0-0 \| Flamengo FBC de Chiclayo \| \| 2 \| 19-09-2004 \| Bagua Grande \| Sport Sealcas de Bagua Grande \| 0-1 \| Universidad de Chiclayo \| \| 2 \| 26-09-2004 \| Chiclayo \| Universidad de Chiclayo \| 4-1 \| Sport Sealcas de Bagua Grande \| |            |              |                               |       |                               |
| Jor. | Fecha      | Ciudad       | Local                         | Score | Visitante                     |
| 1 | 19-09-2004 | Chiclayo     | Flamengo FBC de Chiclayo      | 3-1   | Higos Urco de Chachapoyas     |
| 1 | 26-09-2004 | Chachapoyas  | Higos Urco de Chachapoyas     | 0-0   | Flamengo FBC de Chiclayo      |
| 2 | 19-09-2004 | Bagua Grande | Sport Sealcas de Bagua Grande | 0-1   | Universidad de Chiclayo       |
| 2 | 26-09-2004 | Chiclayo     | Universidad de Chiclayo       | 4-1   | Sport Sealcas de Bagua Grande |

| Local ida     | Resultado global | Local vuelta            | Ida   | Vuelta |
| ------------- | ---------------- | ----------------------- | ----- | ------ |
| Flamengo      | 3 - 1            | Higos Urco              | 3 - 1 | 0 - 0  |
| Sport Sealcas | 1 - 5            | Universidad de Chiclayo | 0 - 1 | 1 - 4  |

#### Grupo B
| \| Jor. \| Fecha \| Ciudad \| Local \| Score \| Visitante \| \| ---- \| ---------- \| ------------ \| ----------------------------- \| ----- \| ----------------------------- \| \| 1 \| 19-09-2004 \| Tumbes \| Unión Pacífico de Tumbes \| 1-2 \| Academia Municipal de Talara \| \| 1 \| 26-09-2004 \| Talara \| Academia Municipal de Talara \| 0-2 \| Unión Pacífico de Tumbes \| \| 1 \| 29-09-2004 \| Neutral \| Academia Municipal de Talara \| 4-0 \| Unión Pacífico de Tumbes \| \| 2 \| 19-09-2004 \| La Unión \| Olimpia FC de La Unión \| 2-0 \| Independiente de Aguas Verdes \| \| 2 \| 26-09-2004 \| Aguas Verdes \| Independiente de Aguas Verdes \| 0-0 \| Olimpia FC de La Unión \| |            |              |                               |       |                               |
| Jor. | Fecha      | Ciudad       | Local                         | Score | Visitante                     |
| 1 | 19-09-2004 | Tumbes       | Unión Pacífico de Tumbes      | 1-2   | Academia Municipal de Talara  |
| 1 | 26-09-2004 | Talara       | Academia Municipal de Talara  | 0-2   | Unión Pacífico de Tumbes      |
| 1 | 29-09-2004 | Neutral      | Academia Municipal de Talara  | 4-0   | Unión Pacífico de Tumbes      |
| 2 | 19-09-2004 | La Unión     | Olimpia FC de La Unión        | 2-0   | Independiente de Aguas Verdes |
| 2 | 26-09-2004 | Aguas Verdes | Independiente de Aguas Verdes | 0-0   | Olimpia FC de La Unión        |

| Local ida      | Resultado global | Local vuelta       | Ida   | Vuelta |
| -------------- | ---------------- | ------------------ | ----- | ------ |
| Unión Pacífico | 3 - 2            | Academia Municipal | 1 - 2 | 2 - 0  |
| Olimpia FC     | 2 - 0            | Independiente      | 2 - 0 | 0 - 0  |

Partido extra
|                | Resultado |                    |
| -------------- | --------- | ------------------ |
| Unión Pacífico | 0-4       | Academia Municipal |

#### Fase final
| \| Jor. \| Fecha \| Ciudad \| Local \| Score \| Visitante \| \| ---- \| ---------- \| -------- \| ---------------------------- \| ----------- \| ---------------------------- \| \| 1 \| 03-10-2004 \| Chiclayo \| Universidad de Chiclayo \| 2-1 \| Academia Municipal de Talara \| \| 1 \| 10-10-2004 \| Talara \| Academia Municipal de Talara \| 2-0 \| Universidad de Chiclayo \| \| 1 \| 17-10-2004 \| Neutral \| Academia Municipal de Talara \| 0-1 \| Universidad de Chiclayo \| \| 2 \| 03-10-2004 \| La Unión \| Olimpia FC de La Unión \| 0-0 \| Flamengo FBC de Chiclayo \| \| 2 \| 10-10-2004 \| Chiclayo \| Flamengo FBC de Chiclayo \| 0-0 \| Olimpia FC de La Unión \| \| 2 \| 17-10-2004 \| Neutral \| Olimpia FC de La Unión \| 1(2p)-1(4p) \| Flamengo FBC de Chiclayo \| |            |          |                              |             |                              |
| Jor. | Fecha      | Ciudad   | Local                        | Score       | Visitante                    |
| 1 | 03-10-2004 | Chiclayo | Universidad de Chiclayo      | 2-1         | Academia Municipal de Talara |
| 1 | 10-10-2004 | Talara   | Academia Municipal de Talara | 2-0         | Universidad de Chiclayo      |
| 1 | 17-10-2004 | Neutral  | Academia Municipal de Talara | 0-1         | Universidad de Chiclayo      |
| 2 | 03-10-2004 | La Unión | Olimpia FC de La Unión       | 0-0         | Flamengo FBC de Chiclayo     |
| 2 | 10-10-2004 | Chiclayo | Flamengo FBC de Chiclayo     | 0-0         | Olimpia FC de La Unión       |
| 2 | 17-10-2004 | Neutral  | Olimpia FC de La Unión       | 1(2p)-1(4p) | Flamengo FBC de Chiclayo     |

| Local ida               | Resultado global | Local vuelta       | Ida   | Vuelta |
| ----------------------- | ---------------- | ------------------ | ----- | ------ |
| Universidad de Chiclayo | 2 - 3            | Academia Municipal | 2- 1  | 0 - 2  |
| Olimpia FC              | 0 - 0            | Flamengo           | 0 - 0 | 0 - 0  |

Partidos extras
|                         | Resultado  |                    |
| ----------------------- | ---------- | ------------------ |
| Universidad de Chiclayo | 1-0        | Academia Municipal |
| Olimpia FC              | 1-1 2-4(p) | Flamengo           |

### Región II
| Departamento | Club                          | Ciudad      |
| ------------ | ----------------------------- | ----------- |
| Áncash       | Sport Áncash                  | Huaraz      |
| Áncash       | José Gálvez FBC               | Chimbote    |
| Cajamarca    | Sporting Caxamarca            | Cajamarca   |
| Cajamarca    | Universidad Técnica Cajamarca | Cajamarca   |
| La Libertad  | Defensor Porvenir             | El Porvenir |
| La Libertad  | Sport Vallejo                 | Trujillo    |
| San Martín   | Deportivo El Tumi             | Tarapoto    |
| San Martín   | Asociación Deportivo Comercio | Juanjui     |

#### Grupo A
| \| Jor. \| Fecha \| Ciudad \| Local \| Score \| Visitante \| \| ---- \| ---------- \| --------- \| ------------------------------- \| ---------- \| ------------------------------- \| \| 1 \| 19-09-2004 \| Chimbote \| José Gálvez FBC \| 2-1 \| Sporting Caxamarca de Cajamarca \| \| 1 \| 19-09-2004 \| Trujillo \| Sport Vallejo \| 1-1 \| Deportivo El Tumi de Tarapoto \| \| 2 \| 26-09-2004 \| Tarapoto \| Deportivo El Tumi de Tarapoto \| 2-2 \| José Gálvez FBC \| \| 2 \| 26-09-2004 \| Cajamarca \| Sporting Caxamarca de Cajamarca \| 0-2 \| Sport Vallejo \| \| 3 \| 03-10-2004 \| Tarapoto \| Deportivo El Tumi de Tarapoto \| 4-1 \| Sporting Caxamarca de Cajamarca \| \| 3 \| 03-10-2004 \| Chimbote \| José Gálvez FBC \| 1-0 \| Sport Vallejo \| \| 4 \| 10-10-2004 \| Tarapoto \| Deportivo El Tumi de Tarapoto \| 1-2 \| Sport Vallejo \| \| 4 \| 10-10-2004 \| Cajamarca \| Sporting Caxamarca de Cajamarca \| 1-2 \| José Gálvez FBC \| \| 5 \| 17-10-2004 \| Chimbote \| José Gálvez FBC \| 3-0 \| Deportivo El Tumi de Tarapoto \| \| 5 \| 17-10-2004 \| Trujillo \| Sport Vallejo \| 6-3 \| Sporting Caxamarca de Cajamarca \| \| 6 \| 24-10-2004 \| Cajamarca \| Sporting Caxamarca de Cajamarca \| No se jugó \| Deportivo El Tumi de Tarapoto \| \| 6 \| 24-10-2004 \| Trujillo \| Sport Vallejo \| 2-1 \| José Gálvez FBC \| \| PO \| 27-10-2004 \| Neutral \| José Gálvez FBC de Chimbote \| 3-1 \| Sport Vallejo de Trujillo \| |            |           |                                 |            |                                 |
| Jor. | Fecha      | Ciudad    | Local                           | Score      | Visitante                       |
| 1 | 19-09-2004 | Chimbote  | José Gálvez FBC                 | 2-1        | Sporting Caxamarca de Cajamarca |
| 1 | 19-09-2004 | Trujillo  | Sport Vallejo                   | 1-1        | Deportivo El Tumi de Tarapoto   |
| 2 | 26-09-2004 | Tarapoto  | Deportivo El Tumi de Tarapoto   | 2-2        | José Gálvez FBC                 |
| 2 | 26-09-2004 | Cajamarca | Sporting Caxamarca de Cajamarca | 0-2        | Sport Vallejo                   |
| 3 | 03-10-2004 | Tarapoto  | Deportivo El Tumi de Tarapoto   | 4-1        | Sporting Caxamarca de Cajamarca |
| 3 | 03-10-2004 | Chimbote  | José Gálvez FBC                 | 1-0        | Sport Vallejo                   |
| 4 | 10-10-2004 | Tarapoto  | Deportivo El Tumi de Tarapoto   | 1-2        | Sport Vallejo                   |
| 4 | 10-10-2004 | Cajamarca | Sporting Caxamarca de Cajamarca | 1-2        | José Gálvez FBC                 |
| 5 | 17-10-2004 | Chimbote  | José Gálvez FBC                 | 3-0        | Deportivo El Tumi de Tarapoto   |
| 5 | 17-10-2004 | Trujillo  | Sport Vallejo                   | 6-3        | Sporting Caxamarca de Cajamarca |
| 6 | 24-10-2004 | Cajamarca | Sporting Caxamarca de Cajamarca | No se jugó | Deportivo El Tumi de Tarapoto   |
| 6 | 24-10-2004 | Trujillo  | Sport Vallejo                   | 2-1        | José Gálvez FBC                 |
| PO | 27-10-2004 | Neutral   | José Gálvez FBC de Chimbote     | 3-1        | Sport Vallejo de Trujillo       |

* Nota: No se jugó porque ambos ya estaban eliminados.
| Equipo             | PJ | PG | PE | PP | GF | GC | DG  | Pts |
| ------------------ | -- | -- | -- | -- | -- | -- | --- | --- |
| José Gálvez FBC    | 6  | 4  | 1  | 1  | 11 | 6  | +5  | 13  |
| Sport Vallejo      | 6  | 4  | 1  | 1  | 13 | 7  | +6  | 13  |
| Deportivo El Tumi  | 5  | 1  | 2  | 2  | 8  | 9  | -1  | 5   |
| Sporting Caxamarca | 5  | 0  | 0  | 5  | 6  | 16 | -10 | 0   |

Desempate
|                             | Resultado |                           |
| --------------------------- | --------- | ------------------------- |
| José Gálvez FBC de Chimbote | 3 - 1     | Sport Vallejo de Trujillo |

#### Grupo B
| \| Jor. \| Fecha \| Ciudad \| Local \| Score \| Visitante \| \| ---- \| ---------- \| ----------- \| ----------------------------- \| ---------- \| ----------------------------- \| \| 1 \| 19-09-2004 \| Juanjui \| Deportivo Comercio de Juanjui \| 1-1 \| Defensor Porvenir \| \| 1 \| 19-09-2004 \| Cajamarca \| UTC de Cajamarca \| 1-0 \| Sport Áncash de Huaraz \| \| 2 \| 26-09-2004 \| Huaraz \| Sport Áncash de Huaraz \| 8-0 \| Deportivo Comercio de Juanjui \| \| 2 \| 26-09-2004 \| El Porvenir \| Defensor Porvenir \| 3-1 \| UTC de Cajamarca \| \| 3 \| 03-10-2004 \| Juanjui \| Deportivo Comercio de Juanjui \| 3-1 \| UTC de Cajamarca \| \| 3 \| 03-10-2004 \| Huaraz \| Sport Áncash de Huaraz \| 3-0 \| Defensor Porvenir \| \| 4 \| 10-10-2004 \| El Porvenir \| Defensor Porvenir \| 1-2 \| Deportivo Comercio de Juanjui \| \| 4 \| 10-10-2004 \| Huaraz \| Sport Áncash de Huaraz \| 1-0 \| UTC de Cajamarca \| \| 5 \| 17-10-2004 \| Juanjui \| Deportivo Comercio de Juanjui \| 1-3 \| Sport Áncash de Huaraz \| \| 5 \| 17-10-2004 \| Cajamarca \| UTC de Cajamarca \| 9-0 \| Defensor Porvenir \| \| 6 \| 24-10-2004 \| Huaraz \| Defensor Porvenir \| 0-6 * \| Sport Áncash de Huaraz \| \| 6 \| 24-10-2004 \| Cajamarca \| UTC de Cajamarca \| No se jugó \| Deportivo Comercio de Juanjui \| |            |             |                               |            |                               |
| Jor. | Fecha      | Ciudad      | Local                         | Score      | Visitante                     |
| 1 | 19-09-2004 | Juanjui     | Deportivo Comercio de Juanjui | 1-1        | Defensor Porvenir             |
| 1 | 19-09-2004 | Cajamarca   | UTC de Cajamarca              | 1-0        | Sport Áncash de Huaraz        |
| 2 | 26-09-2004 | Huaraz      | Sport Áncash de Huaraz        | 8-0        | Deportivo Comercio de Juanjui |
| 2 | 26-09-2004 | El Porvenir | Defensor Porvenir             | 3-1        | UTC de Cajamarca              |
| 3 | 03-10-2004 | Juanjui     | Deportivo Comercio de Juanjui | 3-1        | UTC de Cajamarca              |
| 3 | 03-10-2004 | Huaraz      | Sport Áncash de Huaraz        | 3-0        | Defensor Porvenir             |
| 4 | 10-10-2004 | El Porvenir | Defensor Porvenir             | 1-2        | Deportivo Comercio de Juanjui |
| 4 | 10-10-2004 | Huaraz      | Sport Áncash de Huaraz        | 1-0        | UTC de Cajamarca              |
| 5 | 17-10-2004 | Juanjui     | Deportivo Comercio de Juanjui | 1-3        | Sport Áncash de Huaraz        |
| 5 | 17-10-2004 | Cajamarca   | UTC de Cajamarca              | 9-0        | Defensor Porvenir             |
| 6 | 24-10-2004 | Huaraz      | Defensor Porvenir             | 0-6 *      | Sport Áncash de Huaraz        |
| 6 | 24-10-2004 | Cajamarca   | UTC de Cajamarca              | No se jugó | Deportivo Comercio de Juanjui |

* Nota: Se jugó en el Estadio de Sport Áncash de Huaraz.
* Nota: No se jugó porque ambos ya estaban eliminados.
| Equipo                        | PJ | PG | PE | PP | GF | GC | DG  | Pts |
| ----------------------------- | -- | -- | -- | -- | -- | -- | --- | --- |
| Sport Áncash                  | 6  | 5  | 0  | 1  | 21 | 2  | +19 | 15  |
| Asociación Deportivo Comercio | 5  | 2  | 1  | 2  | 7  | 14 | -7  | 7   |
| UTC                           | 5  | 2  | 0  | 3  | 12 | 7  | +5  | 6   |
| Defensor Porvenir             | 6  | 1  | 1  | 4  | 5  | 22 | -17 | 4   |

#### Final regional
| \| Jor. \| Fecha \| Ciudad \| Local \| Score \| Visitante \| \| ---- \| ---------- \| -------- \| ---------------------- \| ----- \| --------------------------- \| \| 1 \| 31-10-2004 \| Chimbote \| Sport Áncash de Huaraz \| 1-0 \| José Gálvez FBC de Chimbote \| |            |          |                        |       |                             |
| Jor. | Fecha      | Ciudad   | Local                  | Score | Visitante                   |
| 1 | 31-10-2004 | Chimbote | Sport Áncash de Huaraz | 1-0   | José Gálvez FBC de Chimbote |

|                        | Resultado |                             |
| ---------------------- | --------- | --------------------------- |
| Sport Áncash de Huaraz | 1 - 0     | José Gálvez FBC de Chimbote |

### Región III
| Departamento | Club                                        | Ciudad    |
| ------------ | ------------------------------------------- | --------- |
| Huánuco      | Alianza Universidad                         | Huánuco   |
| Huánuco      | León de Huánuco                             | Huánuco   |
| Junin        | Echa Muni                                   | Pampas    |
| Junin        | Santa Rita                                  | Morococha |
| Pasco        | Cultural Guadalupe                          | Huariaca  |
| Pasco        | Universidad Nacional Daniel Alcides Carrión | Pasco     |

| \| Jor. \| Fecha \| Ciudad \| Local \| Score \| Visitante \| \| ---- \| ---------- \| -------------- \| ------------------------------ \| ----------- \| ------------------------------ \| \| 1 \| 26-09-2004 \| Cerro de Pasco \| UNDAC de Cerro de Pasco \| 1-1 \| Alianza Universidad de Huánuco \| \| 1 \| 26-09-2004 \| Morococha \| Santa Rita de Morococha \| 1-0 \| Cultural Guadalupe de Huariaca \| \| 1 \| 26-09-2004 \| Huánuco \| León de Huánuco de Huánuco \| 2-2 \| Echa Muni de Pampas \| \| 2 \| 29-09-2004 \| Pampas \| Echa Muni de Pampas \| 2-0 \| UNDAC de Cerro de Pasco \| \| 2 \| 29-09-2004 \| Huariaca \| Cultural Guadalupe de Huariaca \| 1-1 \| León de Huánuco de Huánuco \| \| 2 \| 29-09-2004 \| Huánuco \| Alianza Universidad de Huánuco \| 2-2 \| Santa Rita de Morococha \| \| 3 \| 03-10-2004 \| Huánuco \| León de Huánuco de Huánuco \| 6-2 \| UNDAC de Cerro de Pasco \| \| 3 \| 03-10-2004 \| Huariaca \| Cultural Guadalupe de Huariaca \| 2-0 \| Alianza Universidad de Huánuco \| \| 3 \| 03-10-2004 \| Morococha \| Santa Rita de Morococha \| 1-3 \| Echa Muni de Pampas \| \| 4 \| 06-10-2004 \| Cerro de Pasco \| UNDAC de Cerro de Pasco \| 1-1 \| Santa Rita de Morococha \| \| 4 \| 06-10-2004 \| Pampas \| Echa Muni de Pampas \| 1-0 \| Cultural Guadalupe de Huariaca \| \| 4 \| 06-10-2004 \| Huánuco \| León de Huánuco de Huánuco \| 0-0 \| Alianza Universidad de Huánuco \| \| 5 \| 10-10-2004 \| Cerro de Pasco \| UNDAC de Cerro de Pasco \| 2-1 \| Cultural Guadalupe de Huariaca \| \| 5 \| 10-10-2004 \| Morococha \| Santa Rita de Morococha \| 2-1 \| León de Huánuco de Huánuco \| \| 5 \| 10-10-2004 \| Huánuco \| Alianza Universidad de Huánuco \| 0-1 \| Echa Muni de Pampas \| \| 6 \| 13-10-2004 \| Huánuco \| Alianza Universidad de Huánuco \| 1-0 \| UNDAC de Cerro de Pasco \| \| 6 \| 13-10-2004 \| Huariaca \| Cultural Guadalupe de Huariaca \| 3-3 \| Santa Rita de Morococha \| \| 6 \| 13-10-2004 \| Pampas \| Echa Muni de Pampas \| 4-0 \| León de Huánuco de Huánuco \| \| 7 \| 17-10-2004 \| Cerro de Pasco \| UNDAC de Cerro de Pasco \| 1-0 \| Echa Muni de Pampas \| \| 7 \| 17-10-2004 \| Huánuco \| León de Huánuco de Huánuco \| 1-1 \| Cultural Guadalupe de Huariaca \| \| 7 \| 17-10-2004 \| Morococha \| Santa Rita de Morococha \| 1-0 \| Alianza Universidad de Huánuco \| \| 8 \| 20-10-2004 \| Cerro de Pasco \| UNDAC de Cerro de Pasco \| 5-2 \| León de Huánuco de Huánuco \| \| 8 \| 20-10-2004 \| Huánuco \| Alianza Universidad de Huánuco \| 1-0 \| Cultural Guadalupe de Huariaca \| \| 8 \| 20-10-2004 \| Pampas \| Echa Muni de Pampas \| 2-1 \| Santa Rita de Morococha \| \| 9 \| 24-10-2004 \| Morococha \| Santa Rita de Morococha \| 4-1 \| UNDAC de Cerro de Pasco \| \| 9 \| 24-10-2004 \| Huariaca \| Cultural Guadalupe de Huariaca \| 0-1 \| Echa Muni de Pampas \| \| 9 \| 24-10-2004 \| Huánuco \| Alianza Universidad de Huánuco \| 2-1 \| León de Huánuco de Huánuco \| \| 10 \| 27-10-2004 \| Huánuco \| León de Huánuco de Huánuco \| 3-2 \| Santa Rita de Morococha \| \| 10 \| 27-10-2004 \| Pampas \| Echa Muni de Pampas \| 3-3 \| Alianza Universidad de Huánuco \| \| 10 \| 27-10-2004 \| Huariaca \| Cultural Guadalupe de Huariaca \| No se jugó* \| UNDAC de Cerro de Pasco \| |            |                |                                |             |                                |
| Jor. | Fecha      | Ciudad         | Local                          | Score       | Visitante                      |
| 1 | 26-09-2004 | Cerro de Pasco | UNDAC de Cerro de Pasco        | 1-1         | Alianza Universidad de Huánuco |
| 1 | 26-09-2004 | Morococha      | Santa Rita de Morococha        | 1-0         | Cultural Guadalupe de Huariaca |
| 1 | 26-09-2004 | Huánuco        | León de Huánuco de Huánuco     | 2-2         | Echa Muni de Pampas            |
| 2 | 29-09-2004 | Pampas         | Echa Muni de Pampas            | 2-0         | UNDAC de Cerro de Pasco        |
| 2 | 29-09-2004 | Huariaca       | Cultural Guadalupe de Huariaca | 1-1         | León de Huánuco de Huánuco     |
| 2 | 29-09-2004 | Huánuco        | Alianza Universidad de Huánuco | 2-2         | Santa Rita de Morococha        |
| 3 | 03-10-2004 | Huánuco        | León de Huánuco de Huánuco     | 6-2         | UNDAC de Cerro de Pasco        |
| 3 | 03-10-2004 | Huariaca       | Cultural Guadalupe de Huariaca | 2-0         | Alianza Universidad de Huánuco |
| 3 | 03-10-2004 | Morococha      | Santa Rita de Morococha        | 1-3         | Echa Muni de Pampas            |
| 4 | 06-10-2004 | Cerro de Pasco | UNDAC de Cerro de Pasco        | 1-1         | Santa Rita de Morococha        |
| 4 | 06-10-2004 | Pampas         | Echa Muni de Pampas            | 1-0         | Cultural Guadalupe de Huariaca |
| 4 | 06-10-2004 | Huánuco        | León de Huánuco de Huánuco     | 0-0         | Alianza Universidad de Huánuco |
| 5 | 10-10-2004 | Cerro de Pasco | UNDAC de Cerro de Pasco        | 2-1         | Cultural Guadalupe de Huariaca |
| 5 | 10-10-2004 | Morococha      | Santa Rita de Morococha        | 2-1         | León de Huánuco de Huánuco     |
| 5 | 10-10-2004 | Huánuco        | Alianza Universidad de Huánuco | 0-1         | Echa Muni de Pampas            |
| 6 | 13-10-2004 | Huánuco        | Alianza Universidad de Huánuco | 1-0         | UNDAC de Cerro de Pasco        |
| 6 | 13-10-2004 | Huariaca       | Cultural Guadalupe de Huariaca | 3-3         | Santa Rita de Morococha        |
| 6 | 13-10-2004 | Pampas         | Echa Muni de Pampas            | 4-0         | León de Huánuco de Huánuco     |
| 7 | 17-10-2004 | Cerro de Pasco | UNDAC de Cerro de Pasco        | 1-0         | Echa Muni de Pampas            |
| 7 | 17-10-2004 | Huánuco        | León de Huánuco de Huánuco     | 1-1         | Cultural Guadalupe de Huariaca |
| 7 | 17-10-2004 | Morococha      | Santa Rita de Morococha        | 1-0         | Alianza Universidad de Huánuco |
| 8 | 20-10-2004 | Cerro de Pasco | UNDAC de Cerro de Pasco        | 5-2         | León de Huánuco de Huánuco     |
| 8 | 20-10-2004 | Huánuco        | Alianza Universidad de Huánuco | 1-0         | Cultural Guadalupe de Huariaca |
| 8 | 20-10-2004 | Pampas         | Echa Muni de Pampas            | 2-1         | Santa Rita de Morococha        |
| 9 | 24-10-2004 | Morococha      | Santa Rita de Morococha        | 4-1         | UNDAC de Cerro de Pasco        |
| 9 | 24-10-2004 | Huariaca       | Cultural Guadalupe de Huariaca | 0-1         | Echa Muni de Pampas            |
| 9 | 24-10-2004 | Huánuco        | Alianza Universidad de Huánuco | 2-1         | León de Huánuco de Huánuco     |
| 10 | 27-10-2004 | Huánuco        | León de Huánuco de Huánuco     | 3-2         | Santa Rita de Morococha        |
| 10 | 27-10-2004 | Pampas         | Echa Muni de Pampas            | 3-3         | Alianza Universidad de Huánuco |
| 10 | 27-10-2004 | Huariaca       | Cultural Guadalupe de Huariaca | No se jugó* | UNDAC de Cerro de Pasco        |

| Equipo                         | PJ | PG | PE | PP | GF | GC | DG  | Pts |
| ------------------------------ | -- | -- | -- | -- | -- | -- | --- | --- |
| Echa Muni de Pampas            | 10 | 7  | 2  | 1  | 19 | 8  | +11 | 23  |
| Santa Rita de Morococha        | 10 | 4  | 3  | 3  | 18 | 16 | +2  | 15  |
| Alianza Universidad de Huánuco | 10 | 3  | 4  | 3  | 10 | 11 | -1  | 13  |
| UNDAC de Cerro de Pasco        | 9  | 3  | 2  | 4  | 13 | 18 | -5  | 11  |
| León de Huánuco de Huánuco     | 10 | 2  | 4  | 4  | 17 | 21 | -4  | 10  |
| Cultural Guadalupe de Huariaca | 9  | 1  | 3  | 5  | 8  | 11 | -3  | 6   |

### Región IV
| Departamento | Club                 | Ciudad    |
| ------------ | -------------------- | --------- |
| Ayacucho     | Deportivo Huáscar    | Ayacucho  |
| Ayacucho     | San Francisco        | Huanta    |
| Huancavelica | Lúcuma Dorada        | Ticrapo   |
| Huancavelica | Municipal            | Yauli     |
| Ica          | Sport Alfonso Ugarte | Ica       |
| Ica          | San José             | El Carmen |

| \| Jor. \| Fecha \| Ciudad \| Local \| Score \| Visitante \| \| ---- \| ---------- \| --------- \| ----------------------------- \| ----------- \| ----------------------------- \| \| 1 \| 26-09-2004 \| Ayacucho \| Deportivo Huáscar de Ayacucho \| 0-0 \| Municipal de Yauli \| \| 1 \| 26-09-2004 \| Ticrapo \| Lúcuma Dorada de Ticrapo \| 1-0 \| San Francisco de Huanta \| \| 1 \| 26-09-2004 \| El Carmen \| San José de El Carmen \| 2-1 \| Sport Alfonso Ugarte de Ica \| \| 2 \| 29-09-2004 \| Ica \| Sport Alfonso Ugarte de Ica \| 5-0 \| Lúcuma Dorada de Ticrapo \| \| 2 \| 29-09-2004 \| Huanta \| San Francisco de Huanta \| 1-1 \| Deportivo Huáscar de Ayacucho \| \| 2 \| 29-09-2004 \| Yauli \| Municipal de Yauli \| 1-1 \| San José de El Carmen \| \| 3 \| 03-10-2004 \| Ica \| Sport Alfonso Ugarte de Ica \| 2-0 \| San Francisco de Huanta \| \| 3 \| 03-10-2004 \| El Carmen \| San José de El Carmen \| 2-1 \| Deportivo Huáscar de Ayacucho \| \| 3 \| 03-10-2004 \| Yauli \| Municipal de Yauli \| 0-0 \| Lúcuma Dorada de Ticrapo \| \| 4 \| 06-10-2004 \| Ticrapo \| Lúcuma Dorada de Ticrapo \| 2-1 \| San José de El Carmen \| \| 4 \| 06-10-2004 \| Huanta \| San Francisco de Huanta \| 1-0 \| Municipal de Yauli \| \| 4 \| 06-10-2004 \| Ayacucho \| Deportivo Huáscar de Ayacucho \| 1-1 \| Sport Alfonso Ugarte de Ica \| \| 5 \| 10-10-2004 \| Ticrapo \| Lúcuma Dorada de Ticrapo \| 1-1 \| Deportivo Huáscar de Ayacucho \| \| 5 \| 10-10-2004 \| El Carmen \| San José de El Carmen \| 2-2 \| San Francisco de Huanta \| \| 5 \| 10-10-2004 \| Ica \| Sport Alfonso Ugarte de Ica \| 4-1 \| Municipal de Yauli \| \| 6 \| 13-10-2004 \| Yauli \| Municipal de Yauli \| 2-1 \| Deportivo Huáscar de Ayacucho \| \| 6 \| 13-10-2004 \| Huanta \| San Francisco de Huanta \| 1-0 \| Lúcuma Dorada de Ticrapo \| \| 6 \| 13-10-2004 \| Ica \| Sport Alfonso Ugarte de Ica \| 0-0 \| San José de El Carmen \| \| 7 \| 17-10-2004 \| Ticrapo \| Lúcuma Dorada de Ticrapo \| 0-1 \| Sport Alfonso Ugarte de Ica \| \| 7 \| 17-10-2004 \| Ayacucho \| Deportivo Huáscar de Ayacucho \| 0-2 \| San Francisco de Huanta \| \| 7 \| 17-10-2004 \| El Carmen \| San José de El Carmen \| 4-1 \| Municipal de Yauli \| \| 8 \| 20-10-2004 \| Huanta \| San Francisco de Huanta \| 1-1 \| Sport Alfonso Ugarte de Ica \| \| 8 \| 20-10-2004 \| Ayacucho \| Deportivo Huáscar de Ayacucho \| 0-3 \| San José de El Carmen \| \| 8 \| 20-10-2004 \| Ticrapo \| Lúcuma Dorada de Ticrapo \| 1-2 \| Municipal de Yauli \| \| 9 \| 24-10-2004 \| El Carmen \| San José de El Carmen \| 4-0 \| Lúcuma Dorada de Ticrapo \| \| 9 \| 24-10-2004 \| Yauli \| Municipal de Yauli \| 1-2 \| San Francisco de Huanta \| \| 9 \| 24-10-2004 \| Ica \| Sport Alfonso Ugarte de Ica \| 7-0 \| Deportivo Huáscar de Ayacucho \| \| 10 \| 27-10-2004 \| Huanta \| San Francisco de Huanta \| 0-1 \| San José de El Carmen \| \| 10 \| 27-10-2004 \| Yauli \| Municipal de Yauli \| 0-0 \| Sport Alfonso Ugarte de Ica \| \| 10 \| 27-10-2004 \| Ayacucho \| Deportivo Huáscar de Ayacucho \| No se jugó* \| Lúcuma Dorada de Ticrapo \| |            |           |                               |             |                               |
| Jor. | Fecha      | Ciudad    | Local                         | Score       | Visitante                     |
| 1 | 26-09-2004 | Ayacucho  | Deportivo Huáscar de Ayacucho | 0-0         | Municipal de Yauli            |
| 1 | 26-09-2004 | Ticrapo   | Lúcuma Dorada de Ticrapo      | 1-0         | San Francisco de Huanta       |
| 1 | 26-09-2004 | El Carmen | San José de El Carmen         | 2-1         | Sport Alfonso Ugarte de Ica   |
| 2 | 29-09-2004 | Ica       | Sport Alfonso Ugarte de Ica   | 5-0         | Lúcuma Dorada de Ticrapo      |
| 2 | 29-09-2004 | Huanta    | San Francisco de Huanta       | 1-1         | Deportivo Huáscar de Ayacucho |
| 2 | 29-09-2004 | Yauli     | Municipal de Yauli            | 1-1         | San José de El Carmen         |
| 3 | 03-10-2004 | Ica       | Sport Alfonso Ugarte de Ica   | 2-0         | San Francisco de Huanta       |
| 3 | 03-10-2004 | El Carmen | San José de El Carmen         | 2-1         | Deportivo Huáscar de Ayacucho |
| 3 | 03-10-2004 | Yauli     | Municipal de Yauli            | 0-0         | Lúcuma Dorada de Ticrapo      |
| 4 | 06-10-2004 | Ticrapo   | Lúcuma Dorada de Ticrapo      | 2-1         | San José de El Carmen         |
| 4 | 06-10-2004 | Huanta    | San Francisco de Huanta       | 1-0         | Municipal de Yauli            |
| 4 | 06-10-2004 | Ayacucho  | Deportivo Huáscar de Ayacucho | 1-1         | Sport Alfonso Ugarte de Ica   |
| 5 | 10-10-2004 | Ticrapo   | Lúcuma Dorada de Ticrapo      | 1-1         | Deportivo Huáscar de Ayacucho |
| 5 | 10-10-2004 | El Carmen | San José de El Carmen         | 2-2         | San Francisco de Huanta       |
| 5 | 10-10-2004 | Ica       | Sport Alfonso Ugarte de Ica   | 4-1         | Municipal de Yauli            |
| 6 | 13-10-2004 | Yauli     | Municipal de Yauli            | 2-1         | Deportivo Huáscar de Ayacucho |
| 6 | 13-10-2004 | Huanta    | San Francisco de Huanta       | 1-0         | Lúcuma Dorada de Ticrapo      |
| 6 | 13-10-2004 | Ica       | Sport Alfonso Ugarte de Ica   | 0-0         | San José de El Carmen         |
| 7 | 17-10-2004 | Ticrapo   | Lúcuma Dorada de Ticrapo      | 0-1         | Sport Alfonso Ugarte de Ica   |
| 7 | 17-10-2004 | Ayacucho  | Deportivo Huáscar de Ayacucho | 0-2         | San Francisco de Huanta       |
| 7 | 17-10-2004 | El Carmen | San José de El Carmen         | 4-1         | Municipal de Yauli            |
| 8 | 20-10-2004 | Huanta    | San Francisco de Huanta       | 1-1         | Sport Alfonso Ugarte de Ica   |
| 8 | 20-10-2004 | Ayacucho  | Deportivo Huáscar de Ayacucho | 0-3         | San José de El Carmen         |
| 8 | 20-10-2004 | Ticrapo   | Lúcuma Dorada de Ticrapo      | 1-2         | Municipal de Yauli            |
| 9 | 24-10-2004 | El Carmen | San José de El Carmen         | 4-0         | Lúcuma Dorada de Ticrapo      |
| 9 | 24-10-2004 | Yauli     | Municipal de Yauli            | 1-2         | San Francisco de Huanta       |
| 9 | 24-10-2004 | Ica       | Sport Alfonso Ugarte de Ica   | 7-0         | Deportivo Huáscar de Ayacucho |
| 10 | 27-10-2004 | Huanta    | San Francisco de Huanta       | 0-1         | San José de El Carmen         |
| 10 | 27-10-2004 | Yauli     | Municipal de Yauli            | 0-0         | Sport Alfonso Ugarte de Ica   |
| 10 | 27-10-2004 | Ayacucho  | Deportivo Huáscar de Ayacucho | No se jugó* | Lúcuma Dorada de Ticrapo      |

 * Nota: No se jugó porque ambos ya estaban eliminados.
| Equipo                        | PJ | PG | PE | PP | GF | GC | DG  | Pts |
| ----------------------------- | -- | -- | -- | -- | -- | -- | --- | --- |
| San José de El Carmen         | 10 | 6  | 3  | 1  | 20 | 8  | +12 | 21  |
| Sport Alfonso Ugarte de Ica   | 10 | 5  | 4  | 1  | 22 | 5  | +17 | 19  |
| San Francisco de Huanta       | 10 | 4  | 3  | 3  | 10 | 9  | +1  | 15  |
| Municipal de Yauli            | 10 | 2  | 4  | 4  | 8  | 14 | -6  | 10  |
| Lúcuma Dorada de Ticrapo      | 9  | 2  | 2  | 5  | 5  | 15 | -10 | 8   |
| Deportivo Huáscar de Ayacucho | 9  | 0  | 4  | 5  | 5  | 19 | -14 | 4   |

### Región V
| Departamento | Club                   | Ciudad      |
| ------------ | ---------------------- | ----------- |
| Callao       | Sport Las Mercedes     | Ventanilla  |
| Callao       | Defensor Tacna         | Bellavista  |
| Lima         | Juventud Torre Blanca  | Chancay     |
| Lima         | Atlético Independiente | San Vicente |
| Loreto       | Deportivo UNAP         | Iquitos     |
| Loreto       | San Juan de Miraflores | Iquitos     |
| Ucayali      | San Juan               | Pucallpa    |
| Ucayali      | Deportivo Siloe        | Pucallpa    |

#### Grupo A
| \| Jor. \| Fecha \| Ciudad \| Local \| Score \| Visitante \| \| ---- \| ---------- \| -------- \| --------------------------------- \| ----- \| --------------------------------- \| \| 1 \| 25-09-2004 \| Iquitos \| Deportivo UNAP de Iquitos \| 3-1 \| San Juan de Miraflores de Iquitos \| \| 1 \| 26-09-2004 \| Pucallpa \| San Juan de Pucallpa \| 0-2 \| Deportivo Siloe de Pucallpa \| \| 2 \| 03-10-2004 \| Pucallpa \| Deportivo Siloe de Pucallpa \| 1-3 \| Deportivo UNAP de Iquitos \| \| 2 \| 03-10-2004 \| Pucallpa \| San Juan de Pucallpa \| 2-0 \| San Juan de Miraflores de Iquitos \| \| 3 \| 07-10-2004 \| Pucallpa \| Deportivo Siloe de Pucallpa \| 2-4 \| San Juan de Miraflores de Iquitos \| \| 3 \| 07-10-2004 \| Pucallpa \| San Juan de Pucallpa \| 3-1 \| Deportivo UNAP de Iquitos \| \| 4 \| 16-10-2004 \| Iquitos \| San Juan de Miraflores de Iquitos \| 4-2 \| San Juan de Pucallpa \| \| 4 \| 16-10-2004 \| Iquitos \| Deportivo UNAP de Iquitos \| 2-0 \| Deportivo Siloe de Pucallpa \| \| 5 \| 21-10-2004 \| Iquitos \| San Juan de Miraflores de Iquitos \| 2-0 \| Deportivo Siloe de Pucallpa \| \| 5 \| 21-10-2004 \| Iquitos \| Deportivo UNAP de Iquitos \| 4-1 \| San Juan de Pucallpa \| \| 6 \| 24-10-2004 \| Pucallpa \| Deportivo Siloe de Pucallpa \| 0-2 \| San Juan de Pucallpa \| \| 6 \| 24-10-2004 \| Iquitos \| San Juan de Miraflores de Iquitos \| 0-2 \| Deportivo UNAP de Iquitos \| |            |          |                                   |       |                                   |
| Jor. | Fecha      | Ciudad   | Local                             | Score | Visitante                         |
| 1 | 25-09-2004 | Iquitos  | Deportivo UNAP de Iquitos         | 3-1   | San Juan de Miraflores de Iquitos |
| 1 | 26-09-2004 | Pucallpa | San Juan de Pucallpa              | 0-2   | Deportivo Siloe de Pucallpa       |
| 2 | 03-10-2004 | Pucallpa | Deportivo Siloe de Pucallpa       | 1-3   | Deportivo UNAP de Iquitos         |
| 2 | 03-10-2004 | Pucallpa | San Juan de Pucallpa              | 2-0   | San Juan de Miraflores de Iquitos |
| 3 | 07-10-2004 | Pucallpa | Deportivo Siloe de Pucallpa       | 2-4   | San Juan de Miraflores de Iquitos |
| 3 | 07-10-2004 | Pucallpa | San Juan de Pucallpa              | 3-1   | Deportivo UNAP de Iquitos         |
| 4 | 16-10-2004 | Iquitos  | San Juan de Miraflores de Iquitos | 4-2   | San Juan de Pucallpa              |
| 4 | 16-10-2004 | Iquitos  | Deportivo UNAP de Iquitos         | 2-0   | Deportivo Siloe de Pucallpa       |
| 5 | 21-10-2004 | Iquitos  | San Juan de Miraflores de Iquitos | 2-0   | Deportivo Siloe de Pucallpa       |
| 5 | 21-10-2004 | Iquitos  | Deportivo UNAP de Iquitos         | 4-1   | San Juan de Pucallpa              |
| 6 | 24-10-2004 | Pucallpa | Deportivo Siloe de Pucallpa       | 0-2   | San Juan de Pucallpa              |
| 6 | 24-10-2004 | Iquitos  | San Juan de Miraflores de Iquitos | 0-2   | Deportivo UNAP de Iquitos         |

| Equipo                            | PJ | PG | PE | PP | GF | GC | DG | Pts |
| --------------------------------- | -- | -- | -- | -- | -- | -- | -- | --- |
| Deportivo UNAP de Iquitos         | 6  | 5  | 0  | 1  | 15 | 6  | +9 | 15  |
| San Juan de Miraflores de Iquitos | 6  | 3  | 0  | 3  | 11 | 11 | 0  | 9   |
| San Juan de Pucallpa              | 5  | 3  | 0  | 3  | 10 | 11 | -1 | 9   |
| Deportivo Siloe de Pucallpa       | 5  | 1  | 0  | 5  | 5  | 13 | -8 | 3   |

#### Grupo B
| \| Jor. \| Fecha \| Ciudad \| Local \| Score \| Visitante \| \| ---- \| ---------- \| ----------- \| ------------------------------------- \| ----- \| ------------------------------------- \| \| 1 \| 03-10-2004 \| Bellavista \| Defensor Tacna de Bellavista \| 0-2 \| Juventud Torre Blanca de Chancay \| \| 1 \| 10-10-2004 \| Chancay \| Juventud Torre Blanca de Chancay \| 8-0 \| Defensor Tacna de Bellavista \| \| 2 \| 03-10-2004 \| Ventanilla \| Sport Las Mercedes de Ventanilla \| 1-0 \| Atlético Independiente de San Vicente \| \| 2 \| 10-10-2004 \| San Vicente \| Atlético Independiente de San Vicente \| 1-0 \| Sport Las Mercedes de Ventanilla \| \| 2 \| 13-10-2004 \| Neutral \| Atlético Independiente de San Vicente \| 4-1 \| Sport Las Mercedes de Ventanilla \| |            |             |                                       |       |                                       |
| Jor. | Fecha      | Ciudad      | Local                                 | Score | Visitante                             |
| 1 | 03-10-2004 | Bellavista  | Defensor Tacna de Bellavista          | 0-2   | Juventud Torre Blanca de Chancay      |
| 1 | 10-10-2004 | Chancay     | Juventud Torre Blanca de Chancay      | 8-0   | Defensor Tacna de Bellavista          |
| 2 | 03-10-2004 | Ventanilla  | Sport Las Mercedes de Ventanilla      | 1-0   | Atlético Independiente de San Vicente |
| 2 | 10-10-2004 | San Vicente | Atlético Independiente de San Vicente | 1-0   | Sport Las Mercedes de Ventanilla      |
| 2 | 13-10-2004 | Neutral     | Atlético Independiente de San Vicente | 4-1   | Sport Las Mercedes de Ventanilla      |

| Local ida                        | Resultado global | Local vuelta                          | Ida   | Vuelta |
| -------------------------------- | ---------------- | ------------------------------------- | ----- | ------ |
| Defensor Tacna de Bellavista     | 0 - 10           | Juventud Torre Blanca de Chancay      | 0 - 2 | 0 - 8  |
| Sport Las Mercedes de Ventanilla | 1 - 1            | Atlético Independiente de San Vicente | 1 - 0 | 0 - 1  |

Partido extra
| Local ida                        | Resultado | Local vuelta                          |
| -------------------------------- | --------- | ------------------------------------- |
| Sport Las Mercedes de Ventanilla | 1 - 4     | Atlético Independiente de San Vicente |

#### Fase Final
| \| Jor. \| Fecha \| Ciudad \| Local \| Score \| Visitante \| \| ---- \| ---------- \| ----------- \| ------------------------------------- \| ----- \| ------------------------------------- \| \| 1 \| 18-10-2004 \| Chancay \| Juventud Torre Blanca de Chancay \| 0-2 \| Atlético Independiente de San Vicente \| \| 1 \| 24-10-2004 \| San Vicente \| Atlético Independiente de San Vicente \| 1-1 \| Juventud Torre Blanca de Chancay \| |            |             |                                       |       |                                       |
| Jor. | Fecha      | Ciudad      | Local                                 | Score | Visitante                             |
| 1 | 18-10-2004 | Chancay     | Juventud Torre Blanca de Chancay      | 0-2   | Atlético Independiente de San Vicente |
| 1 | 24-10-2004 | San Vicente | Atlético Independiente de San Vicente | 1-1   | Juventud Torre Blanca de Chancay      |

| Local ida                        | Resultado | Local vuelta                          | Ida   | Vuelta |
| -------------------------------- | --------- | ------------------------------------- | ----- | ------ |
| Juventud Torre Blanca de Chancay | 1 - 3     | Atlético Independiente de San Vicente | 0 - 2 | 1 - 1  |

### Región VI
Son Los Equipos Campeón y SubCampeón de la Segunda División 2004
| Torneo           | Club                    | Ciudad |
| ---------------- | ----------------------- | ------ |
| Segunda División | Olímpico Somos Perú 1.º | Lima   |
| Segunda División | Deportivo Municipal 2.º | Lima   |

### Región VII
| Departamento | Club              | Ciudad   |
| ------------ | ----------------- | -------- |
| Arequipa     | Senati FBC        | Arequipa |
| Arequipa     | Juventus Corazón  | Majes    |
| Moquegua     | Deportivo Enersur | Ilo      |
| Moquegua     | Mariscal Nieto    | Ilo      |
| Tacna        | Mariscal Miller   | Tacna    |
| Tacna        | Coronel Bolognesi | Tacna    |

#### Grupo A
| \| Jor. \| Fecha \| Estadio \| Ciudad \| Local \| Score \| Visitante \| \| ---- \| ---------- \| -------------- \| -------- \| -------------------------- \| ---------- \| -------------------------- \| \| 1.º \| 19-09-2004 \| Jorge Basadre \| Tacna \| Coronel Bolognesi de Tacna \| 0-2 \| Deportivo Enersur de Ilo \| \| 2.º \| 26-09-2004 \| Mariscal Nieto \| Ilo \| Deportivo Enersur de Ilo \| 1-2 \| Senati FBC de Arequipa \| \| 3.º \| 02-10-2004 \| Mariano Melgar \| Arequipa \| Senati FBC de Arequipa \| 1-1 \| Coronel Bolognesi de Tacna \| \| 4.º \| 10-10-2004 \| Mariscal Nieto \| Ilo \| Deportivo Enersur de Ilo \| 0-0 \| Coronel Bolognesi de Tacna \| \| 5.º \| 16-10-2004 \| Mariano Melgar \| Arequipa \| Senati FBC de Arequipa \| 4-2 \| Deportivo Enersur de Ilo \| \| 6.º \| 20-10-2004 \| Jorge Basadre \| Tacna \| Coronel Bolognesi de Tacna \| No se jugó \| Senati FBC de Arequipa \| |            |                |          |                            |            |                            |
| Jor. | Fecha      | Estadio        | Ciudad   | Local                      | Score      | Visitante                  |
| 1.º | 19-09-2004 | Jorge Basadre  | Tacna    | Coronel Bolognesi de Tacna | 0-2        | Deportivo Enersur de Ilo   |
| 2.º | 26-09-2004 | Mariscal Nieto | Ilo      | Deportivo Enersur de Ilo   | 1-2        | Senati FBC de Arequipa     |
| 3.º | 02-10-2004 | Mariano Melgar | Arequipa | Senati FBC de Arequipa     | 1-1        | Coronel Bolognesi de Tacna |
| 4.º | 10-10-2004 | Mariscal Nieto | Ilo      | Deportivo Enersur de Ilo   | 0-0        | Coronel Bolognesi de Tacna |
| 5.º | 16-10-2004 | Mariano Melgar | Arequipa | Senati FBC de Arequipa     | 4-2        | Deportivo Enersur de Ilo   |
| 6.º | 20-10-2004 | Jorge Basadre  | Tacna    | Coronel Bolognesi de Tacna | No se jugó | Senati FBC de Arequipa     |

 * Nota: No se jugó el partido porque Senati FBC de Arequipa ya estaba clasificado.
| Equipo                     | PJ | PG | PE | PP | GF | GC | DG | Pts |
| -------------------------- | -- | -- | -- | -- | -- | -- | -- | --- |
| Senati FBC de Arequipa     | 3  | 2  | 1  | 0  | 7  | 4  | +3 | 7   |
| Deportivo Enersur de Ilo   | 4  | 1  | 1  | 2  | 5  | 6  | -1 | 4   |
| Coronel Bolognesi de Tacna | 3  | 0  | 2  | 1  | 1  | 3  | -2 | 2   |

#### Grupo B
| \| Jor. \| Fecha \| Estadio \| Ciudad \| Local \| Score \| Visitante \| \| ---- \| ---------- \| --------------------- \| ----------- \| ------------------------- \| ----- \| ------------------------- \| \| 1.º \| 19-09-2004 \| Mariscal Nieto \| Ilo \| Mariscal Nieto de Ilo \| 0-1 \| Mariscal Miller de Tacna \| \| 2.º \| 26-09-2004 \| Almirante Miguel Grau \| El Pedregal \| Juventus Corazón de Majes \| 6-0 \| Mariscal Nieto de Ilo \| \| 3.º \| 03-10-2004 \| Jorge Basadre \| Tacna \| Mariscal Miller de Tacna \| 1-3 \| Juventus Corazón de Majes \| \| 4.º \| 10-10-2004 \| Jorge Basadre \| Tacna \| Mariscal Miller de Tacna \| 5-0 \| Mariscal Nieto de Ilo \| \| 5.º \| 17-10-2004 \| Mariscal Nieto \| Ilo \| Mariscal Nieto de Ilo \| 0-4 \| Juventus Corazón de Majes \| \| 6.º \| 20-10-2004 \| Almirante Miguel Grau \| El Pedregal \| Juventus Corazón de Majes \| 1-0 \| Mariscal Miller de Tacna \| |            |                       |             |                           |       |                           |
| Jor. | Fecha      | Estadio               | Ciudad      | Local                     | Score | Visitante                 |
| 1.º | 19-09-2004 | Mariscal Nieto        | Ilo         | Mariscal Nieto de Ilo     | 0-1   | Mariscal Miller de Tacna  |
| 2.º | 26-09-2004 | Almirante Miguel Grau | El Pedregal | Juventus Corazón de Majes | 6-0   | Mariscal Nieto de Ilo     |
| 3.º | 03-10-2004 | Jorge Basadre         | Tacna       | Mariscal Miller de Tacna  | 1-3   | Juventus Corazón de Majes |
| 4.º | 10-10-2004 | Jorge Basadre         | Tacna       | Mariscal Miller de Tacna  | 5-0   | Mariscal Nieto de Ilo     |
| 5.º | 17-10-2004 | Mariscal Nieto        | Ilo         | Mariscal Nieto de Ilo     | 0-4   | Juventus Corazón de Majes |
| 6.º | 20-10-2004 | Almirante Miguel Grau | El Pedregal | Juventus Corazón de Majes | 1-0   | Mariscal Miller de Tacna  |

| Equipo                    | PJ | PG | PE | PP | GF | GC | DG  | Pts |
| ------------------------- | -- | -- | -- | -- | -- | -- | --- | --- |
| Juventus Corazón de Majes | 4  | 4  | 0  | 0  | 14 | 1  | +13 | 12  |
| Mariscal Miller de Tacna  | 4  | 2  | 0  | 2  | 7  | 4  | +3  | 6   |
| Mariscal Nieto de Ilo     | 4  | 0  | 0  | 4  | 0  | 16 | -16 | 0   |

#### Final regional
| \| Jor. \| Fecha \| Estadio \| Ciudad \| Local \| Score \| Visitante \| \| ----- \| ---------- \| --------------------- \| ----------- \| ------------------------- \| ----- \| ------------------------- \| \| Final \| 28-10-2004 \| Mariano Melgar \| Arequipa \| Senati FBC de Arequipa \| 0-1 \| Juventus Corazón de Majes \| \| Final \| 31-10-2004 \| Almirante Miguel Grau \| El Pedregal \| Juventus Corazón de Majes \| 2-1 \| Senati FBC de Arequipa \| |            |                       |             |                           |       |                           |
| Jor. | Fecha      | Estadio               | Ciudad      | Local                     | Score | Visitante                 |
| Final | 28-10-2004 | Mariano Melgar        | Arequipa    | Senati FBC de Arequipa    | 0-1   | Juventus Corazón de Majes |
| Final | 31-10-2004 | Almirante Miguel Grau | El Pedregal | Juventus Corazón de Majes | 2-1   | Senati FBC de Arequipa    |

| Local ida              | Resultado | Local vuelta              | Ida   | Vuelta |
| ---------------------- | --------- | ------------------------- | ----- | ------ |
| Senati FBC de Arequipa | 1 - 3     | Juventus Corazón de Majes | 0 - 1 | 1 - 2  |

### Región VIII
| Departamento  | Club                  | Ciudad           |
| ------------- | --------------------- | ---------------- |
| Apurímac      | José María Arguedas   | Andahuaylas      |
| Apurímac      | Unión Grauína         | Abancay          |
| Cusco         | Deportivo Garcilaso   | Cusco            |
| Cusco         | Estudiantes           | Calca            |
| Madre de Dios | Fray Martín de Porres | Puerto Maldonado |
| Madre de Dios | Atlético Porteño      | Puerto Maldonado |
| Puno          | Franciscano San Román | Juliaca          |
| Puno          | Alfonso Ugarte        | Puno             |

#### Grupo A
| \| Jor. \| Fecha \| Ciudad \| Local \| Score \| Visitante \| \| ---- \| ---------- \| ---------------- \| ----------------------------------------- \| ----------- \| ----------------------------------------- \| \| 1 \| 26-09-2004 \| Andahuaylas \| José María Arguedas de Andahuaylas \| 8-1 \| Fray Martín de Porres de Puerto Maldonado \| \| 1 \| 26-09-2004 \| Puno \| Alfonso Ugarte de Puno \| 0-0 \| Deportivo Garcilaso de Cusco \| \| 2 \| 29-09-2004 \| Cusco \| Deportivo Garcilaso de Cusco \| 2-1 \| Fray Martín de Porres de Puerto Maldonado \| \| 2 \| 29-09-2004 \| Puno \| Alfonso Ugarte de Puno \| 1-0 \| José María Arguedas de Andahuaylas \| \| 3 \| 03-10-2004 \| Cusco \| Deportivo Garcilaso de Cusco \| 1-1 \| José María Arguedas de Andahuaylas \| \| 3 \| 03-10-2004 \| Puno \| Alfonso Ugarte de Puno \| 5-0 \| Fray Martín de Porres de Puerto Maldonado \| \| 4 \| 06-10-2004 \| Cusco \| Deportivo Garcilaso de Cusco \| 2-2 \| Alfonso Ugarte de Puno \| \| 4 \| 06-10-2004 \| Puerto Maldonado \| Fray Martín de Porres de Puerto Maldonado \| 1-2 \| José María Arguedas de Andahuaylas \| \| 5 \| 10-10-2004 \| Andahuaylas \| José María Arguedas de Andahuaylas \| 2-0 \| Alfonso Ugarte de Puno \| \| 5 \| 10-10-2004 \| Puerto Maldonado \| Fray Martín de Porres de Puerto Maldonado \| 1-0 \| Deportivo Garcilaso de Cusco \| \| 6 \| 13-10-2004 \| Andahuaylas \| José María Arguedas de Andahuaylas \| Desconocido \| Deportivo Garcilaso de Cusco \| \| 6 \| 13-10-2004 \| Puerto Maldonado \| Fray Martín de Porres de Puerto Maldonado \| Desconocido \| Alfonso Ugarte de Puno \| |            |                  |                                           |             |                                           |
| Jor. | Fecha      | Ciudad           | Local                                     | Score       | Visitante                                 |
| 1 | 26-09-2004 | Andahuaylas      | José María Arguedas de Andahuaylas        | 8-1         | Fray Martín de Porres de Puerto Maldonado |
| 1 | 26-09-2004 | Puno             | Alfonso Ugarte de Puno                    | 0-0         | Deportivo Garcilaso de Cusco              |
| 2 | 29-09-2004 | Cusco            | Deportivo Garcilaso de Cusco              | 2-1         | Fray Martín de Porres de Puerto Maldonado |
| 2 | 29-09-2004 | Puno             | Alfonso Ugarte de Puno                    | 1-0         | José María Arguedas de Andahuaylas        |
| 3 | 03-10-2004 | Cusco            | Deportivo Garcilaso de Cusco              | 1-1         | José María Arguedas de Andahuaylas        |
| 3 | 03-10-2004 | Puno             | Alfonso Ugarte de Puno                    | 5-0         | Fray Martín de Porres de Puerto Maldonado |
| 4 | 06-10-2004 | Cusco            | Deportivo Garcilaso de Cusco              | 2-2         | Alfonso Ugarte de Puno                    |
| 4 | 06-10-2004 | Puerto Maldonado | Fray Martín de Porres de Puerto Maldonado | 1-2         | José María Arguedas de Andahuaylas        |
| 5 | 10-10-2004 | Andahuaylas      | José María Arguedas de Andahuaylas        | 2-0         | Alfonso Ugarte de Puno                    |
| 5 | 10-10-2004 | Puerto Maldonado | Fray Martín de Porres de Puerto Maldonado | 1-0         | Deportivo Garcilaso de Cusco              |
| 6 | 13-10-2004 | Andahuaylas      | José María Arguedas de Andahuaylas        | Desconocido | Deportivo Garcilaso de Cusco              |
| 6 | 13-10-2004 | Puerto Maldonado | Fray Martín de Porres de Puerto Maldonado | Desconocido | Alfonso Ugarte de Puno                    |

Desconocido: Estos Resultados son Desconocidos, por lo que Clasifican el José María Arguedas de Andahuaylas y el Alfonso Ugarte de Puno.
| Equipo                                    | PJ | PG | PE | PP | GF | GC | DG  | Pts |
| ----------------------------------------- | -- | -- | -- | -- | -- | -- | --- | --- |
| José María Arguedas de Andahuaylas        | 5  | 3  | 1  | 1  | 13 | 4  | +9  | 10  |
| Alfonso Ugarte de Puno                    | 5  | 2  | 2  | 1  | 8  | 4  | +4  | 8   |
| Deportivo Garcilaso de Cusco              | 5  | 1  | 3  | 1  | 5  | 5  | 0   | 6   |
| Fray Martín de Porres de Puerto Maldonado | 5  | 1  | 0  | 4  | 4  | 17 | -13 | 3   |

#### Grupo B
| \| Jor. \| Fecha \| Ciudad \| Local \| Score \| Visitante \| \| ---- \| ---------- \| ---------------- \| ------------------------------------ \| ----------- \| ------------------------------------ \| \| 1 \| 26-09-2004 \| Calca \| Estudiantes de Calca \| 1-2 \| Unión Grauína de Abancay \| \| 1 \| 26-09-2004 \| Juliaca \| Franciscano San Román de Juliaca \| 3-1 \| Atlético Porteño de Puerto Maldonado \| \| 2 \| 29-09-2004 \| Puerto Maldonado \| Atlético Porteño de Puerto Maldonado \| 0-0 \| Unión Grauína de Abancay \| \| 2 \| 29-09-2004 \| Juliaca \| Franciscano San Román de Juliaca \| 4-1 \| Estudiantes de Calca \| \| 3 \| 03-10-2004 \| Juliaca \| Franciscano San Román de Juliaca \| 2-0 \| Unión Grauína de Abancay \| \| 3 \| 03-10-2004 \| Puerto Maldonado \| Atlético Porteño de Puerto Maldonado \| 3-1 \| Estudiantes de Calca \| \| 4 \| 06-10-2004 \| Puerto Maldonado \| Atlético Porteño de Puerto Maldonado \| 1-2 \| Franciscano San Román de Juliaca \| \| 4 \| 06-10-2004 \| Abancay \| Unión Grauína de Abancay \| 1-2 \| Estudiantes de Calca \| \| 5 \| 10-10-2004 \| Abancay \| Unión Grauína de Abancay \| 0-0 \| Atlético Porteño de Puerto Maldonado \| \| 5 \| 10-10-2004 \| Calca \| Estudiantes de Calca \| 5-2 \| Franciscano San Román de Juliaca \| \| 6 \| 13-10-2004 \| Abancay \| Unión Grauína de Abancay \| Desconocido \| Franciscano San Román de Juliaca \| \| 6 \| 13-10-2004 \| Calca \| Estudiantes de Calca \| Desconocido \| Atlético Porteño de Puerto Maldonado \| |            |                  |                                      |             |                                      |
| Jor. | Fecha      | Ciudad           | Local                                | Score       | Visitante                            |
| 1 | 26-09-2004 | Calca            | Estudiantes de Calca                 | 1-2         | Unión Grauína de Abancay             |
| 1 | 26-09-2004 | Juliaca          | Franciscano San Román de Juliaca     | 3-1         | Atlético Porteño de Puerto Maldonado |
| 2 | 29-09-2004 | Puerto Maldonado | Atlético Porteño de Puerto Maldonado | 0-0         | Unión Grauína de Abancay             |
| 2 | 29-09-2004 | Juliaca          | Franciscano San Román de Juliaca     | 4-1         | Estudiantes de Calca                 |
| 3 | 03-10-2004 | Juliaca          | Franciscano San Román de Juliaca     | 2-0         | Unión Grauína de Abancay             |
| 3 | 03-10-2004 | Puerto Maldonado | Atlético Porteño de Puerto Maldonado | 3-1         | Estudiantes de Calca                 |
| 4 | 06-10-2004 | Puerto Maldonado | Atlético Porteño de Puerto Maldonado | 1-2         | Franciscano San Román de Juliaca     |
| 4 | 06-10-2004 | Abancay          | Unión Grauína de Abancay             | 1-2         | Estudiantes de Calca                 |
| 5 | 10-10-2004 | Abancay          | Unión Grauína de Abancay             | 0-0         | Atlético Porteño de Puerto Maldonado |
| 5 | 10-10-2004 | Calca            | Estudiantes de Calca                 | 5-2         | Franciscano San Román de Juliaca     |
| 6 | 13-10-2004 | Abancay          | Unión Grauína de Abancay             | Desconocido | Franciscano San Román de Juliaca     |
| 6 | 13-10-2004 | Calca            | Estudiantes de Calca                 | Desconocido | Atlético Porteño de Puerto Maldonado |

| Equipo                               | PJ | PG | PE | PP | GF | GC | DG | Pts |
| ------------------------------------ | -- | -- | -- | -- | -- | -- | -- | --- |
| Franciscano San Román de Juliaca     | 6  | 4  | 0  | 2  | 13 | 9  | +4 | 12  |
| Unión Grauína de Abancay             | 6  | 2  | 2  | 2  | 7  | 7  | 0  | 10  |
| Estudiantes de Calca                 | 6  | 2  | 1  | 3  | 12 | 13 | -1 | 7   |
| Atlético Porteño de Puerto Maldonado | 6  | 1  | 1  | 4  | 3  | 5  | -2 | 5   |

#### Semifinales
| \| Jor. \| Fecha \| Ciudad \| Local \| Score \| Visitante \| \| ---- \| ---------- \| ----------- \| ---------------------------------- \| --------- \| ---------------------------------- \| \| 1 \| 17-10-2004 \| Andahuaylas \| José María Arguedas de Andahuaylas \| 3-0 \| Unión Grauína de Abancay \| \| 1 \| 24-10-2004 \| Abancay \| Unión Grauína de Abancay \| 2-1(4-2p) \| José María Arguedas de Andahuaylas \| \| 2 \| 19-10-2004 \| Juliaca \| Franciscano San Román de Juliaca \| 1-0 \| Alfonso Ugarte de Puno \| \| 2 \| 24-10-2004 \| Puno \| Alfonso Ugarte de Puno \| 0-0 \| Franciscano San Román de Juliaca \| |            |             |                                    |           |                                    |
| Jor. | Fecha      | Ciudad      | Local                              | Score     | Visitante                          |
| 1 | 17-10-2004 | Andahuaylas | José María Arguedas de Andahuaylas | 3-0       | Unión Grauína de Abancay           |
| 1 | 24-10-2004 | Abancay     | Unión Grauína de Abancay           | 2-1(4-2p) | José María Arguedas de Andahuaylas |
| 2 | 19-10-2004 | Juliaca     | Franciscano San Román de Juliaca   | 1-0       | Alfonso Ugarte de Puno             |
| 2 | 24-10-2004 | Puno        | Alfonso Ugarte de Puno             | 0-0       | Franciscano San Román de Juliaca   |

| Local ida                          | Resultado global | Local vuelta             | Ida   | Vuelta |
| ---------------------------------- | ---------------- | ------------------------ | ----- | ------ |
| José María Arguedas de Andahuaylas | 4 - 2 2-4(p)     | Unión Grauína de Abancay | 3 - 0 | 1 - 2  |
| Franciscano San Román de Juliaca   | 1 - 0            | Alfonso Ugarte de Puno   | 1 - 0 | 0 - 0  |

#### Final regional
| \| Jor. \| Fecha \| Ciudad \| Local \| Score \| Visitante \| \| ---- \| ---------- \| ------- \| -------------------------------- \| ----- \| ------------------------ \| \| 1 \| 05-11-2004 \| Juliaca \| Franciscano San Román de Juliaca \| 1-0 \| Unión Grauína de Abancay \| |            |         |                                  |       |                          |
| Jor. | Fecha      | Ciudad  | Local                            | Score | Visitante                |
| 1 | 05-11-2004 | Juliaca | Franciscano San Román de Juliaca | 1-0   | Unión Grauína de Abancay |

|                                  | Resultado |                          |
| -------------------------------- | --------- | ------------------------ |
| Franciscano San Román de Juliaca | 1 - 0     | Unión Grauína de Abancay |

## Etapa Nacional

### Octavos de final
| Local ida           | Resultado global | Local vuelta            | Ida   | Vuelta |
| ------------------- | ---------------- | ----------------------- | ----- | ------ |
| José Gálvez FBC     | 3 - 2            | Universidad de Chiclayo | 2 - 1 | 1 - 1  |
| Flamengo FBC        | 0 - 4            | Sport Áncash            | 0 - 1 | 0 - 3  |
| Echa Muni           | 2 - 6            | Sport Alfonso Ugarte    | 1 - 1 | 1 - 5  |
| San José            | 6 - 4            | Santa Rita              | 4 - 1 | 2 - 3  |
| Deportivo Municipal | 1 - 1            | Deportivo UNAP          | 1 - 0 | 0 - 1  |
| Olímpico Somos Perú | 6 - 1            | Atlético Independiente  | 5 - 0 | 1 - 1  |
| Juventus Corazón    | 2 - 3            | Unión Grauina           | 1 - 0 | 1 - 3  |
| Senati FBC          | 2 - 3            | Franciscano San Román   | 1 - 0 | 1 - 3  |

Partidos extra
|                     | Resultado |                       |
| ------------------- | --------- | --------------------- |
| San José            | 2 - 1     | Santa Rita            |
| Deportivo Municipal | 5 - 1     | Deportivo UNAP        |
| Juventus Corazón    | 1 - 2     | Unión Grauina         |
| Senati FBC          | 2 - 1     | Franciscano San Román |

| \| Jor. \| Fecha \| Estadio \| Ciudad \| Local \| Score \| Visitante \| \| ---- \| ---------- \| --------------------- \| ----------- \| -------------------------------- \| ----- \| -------------------------------- \| \| A \| 07-11-2004 \| Gómez Arellano \| Chimbote \| José Gálvez FBC de Chimbote \| 2-1 \| Universidad Chiclayo \| \| A \| 14-11-2004 \| Elías Aguirre \| Chiclayo \| Universidad Chiclayo \| 1-1 \| José Gálvez FBC de Chimbote \| \| B \| 07-11-2004 \| Elías Aguirre \| Chiclayo \| Flamengo FBC de Chiclayo \| 0-1 \| Sport Áncash de Huaraz \| \| B \| 14-11-2004 \| Rosas Pampa \| Huaraz \| Sport Áncash de Huaraz \| 3-0 \| Flamengo FBC de Chiclayo \| \| C \| 07-11-2004 \| IV Centenario \| Huancayo \| Echa Muni de Pampas \| 1-1 \| Sport Alfonso Ugarte de Ica \| \| C \| 14-11-2004 \| Picasso Peratta \| Ica \| Sport Alfonso Ugarte de Ica \| 5-1 \| Echa Muni de Pampas \| \| D \| 07-11-2004 \| Félix Castillo \| Chincha \| San José de El Carmen \| 4-1 \| Santa Rita de Morococha \| \| D \| 14-11-2004 \| Shincamachay \| La Oroya \| Santa Rita de Morococha \| 3-2 \| San José de El Carmen \| \| D \| 17-11-2004 \| Nacional \| Lima \| San José de El Carmen \| 2-1 \| Santa Rita de Morococha \| \| E \| 07-11-2004 \| Municipal Chorrillos \| Lima \| Deportivo Municipal \| 1-0 \| Deportivo UNAP de Iquitos \| \| E \| 14-11-2004 \| Max Augustín \| Iquitos \| Deportivo UNAP de Iquitos \| 1-0 \| Deportivo Municipal de Lima \| \| E \| 18-11-2004 \| Picasso Peratta \| Ica \| Deportivo Municipal de Lima \| 5-1 \| Deportivo UNAP de Iquitos \| \| F \| 06-11-2004 \| Nacional \| Lima \| Olímpico Somos Perú de Lima \| 5-0 \| Atlético Independiente de Cañete \| \| F \| 14-11-2004 \| Roberto Yáñez \| Cañete \| Atlético Independiente de Cañete \| 1-1 \| Olímpico Somos Perú de Lima \| \| G \| 07-11-2004 \| Almirante Miguel Grau \| El Pedregal \| Juventus Corazón de El Pedregal \| 1-0 \| Unión Grauina de Abancay \| \| G \| 14-11-2004 \| Condebamba \| Abancay \| Unión Grauina de Abancay \| 3-1 \| Juventus Corazón de El Pedregal \| \| G \| 17-11-2004 \| Municipal Urcos \| Urcos \| Unión Grauina de Abancay \| 2-1 \| Juventus Corazón de El Pedregal \| \| H \| 06-11-2004 \| Mariano Melgar \| Arequipa \| Senati FBC de Arequipa \| 1-0 \| Franciscano San Román de Juliaca \| \| H \| 14-11-2004 \| Guillermo Briceño \| Juliaca \| Franciscano San Román de Juliaca \| 3-1 \| Senati FBC de Arequipa \| \| H \| 17-11-2004 \| Jorge Basadre \| Tacna \| Senati FBC de Arequipa \| 2-1 \| Franciscano San Román de Juliaca \| |            |                       |             |                                  |       |                                  |
| Jor. | Fecha      | Estadio               | Ciudad      | Local                            | Score | Visitante                        |
| A | 07-11-2004 | Gómez Arellano        | Chimbote    | José Gálvez FBC de Chimbote      | 2-1   | Universidad Chiclayo             |
| A | 14-11-2004 | Elías Aguirre         | Chiclayo    | Universidad Chiclayo             | 1-1   | José Gálvez FBC de Chimbote      |
| B | 07-11-2004 | Elías Aguirre         | Chiclayo    | Flamengo FBC de Chiclayo         | 0-1   | Sport Áncash de Huaraz           |
| B | 14-11-2004 | Rosas Pampa           | Huaraz      | Sport Áncash de Huaraz           | 3-0   | Flamengo FBC de Chiclayo         |
| C | 07-11-2004 | IV Centenario         | Huancayo    | Echa Muni de Pampas              | 1-1   | Sport Alfonso Ugarte de Ica      |
| C | 14-11-2004 | Picasso Peratta       | Ica         | Sport Alfonso Ugarte de Ica      | 5-1   | Echa Muni de Pampas              |
| D | 07-11-2004 | Félix Castillo        | Chincha     | San José de El Carmen            | 4-1   | Santa Rita de Morococha          |
| D | 14-11-2004 | Shincamachay          | La Oroya    | Santa Rita de Morococha          | 3-2   | San José de El Carmen            |
| D | 17-11-2004 | Nacional              | Lima        | San José de El Carmen            | 2-1   | Santa Rita de Morococha          |
| E | 07-11-2004 | Municipal Chorrillos  | Lima        | Deportivo Municipal              | 1-0   | Deportivo UNAP de Iquitos        |
| E | 14-11-2004 | Max Augustín          | Iquitos     | Deportivo UNAP de Iquitos        | 1-0   | Deportivo Municipal de Lima      |
| E | 18-11-2004 | Picasso Peratta       | Ica         | Deportivo Municipal de Lima      | 5-1   | Deportivo UNAP de Iquitos        |
| F | 06-11-2004 | Nacional              | Lima        | Olímpico Somos Perú de Lima      | 5-0   | Atlético Independiente de Cañete |
| F | 14-11-2004 | Roberto Yáñez         | Cañete      | Atlético Independiente de Cañete | 1-1   | Olímpico Somos Perú de Lima      |
| G | 07-11-2004 | Almirante Miguel Grau | El Pedregal | Juventus Corazón de El Pedregal  | 1-0   | Unión Grauina de Abancay         |
| G | 14-11-2004 | Condebamba            | Abancay     | Unión Grauina de Abancay         | 3-1   | Juventus Corazón de El Pedregal  |
| G | 17-11-2004 | Municipal Urcos       | Urcos       | Unión Grauina de Abancay         | 2-1   | Juventus Corazón de El Pedregal  |
| H | 06-11-2004 | Mariano Melgar        | Arequipa    | Senati FBC de Arequipa           | 1-0   | Franciscano San Román de Juliaca |
| H | 14-11-2004 | Guillermo Briceño     | Juliaca     | Franciscano San Román de Juliaca | 3-1   | Senati FBC de Arequipa           |
| H | 17-11-2004 | Jorge Basadre         | Tacna       | Senati FBC de Arequipa           | 2-1   | Franciscano San Román de Juliaca |

### Cuartos de final
| Local ida           | Resultado global | Local vuelta         | Ida   | Vuelta |
| ------------------- | ---------------- | -------------------- | ----- | ------ |
| Sport Áncash        | 6 - 4            | José Gálvez FBC      | 4 - 1 | 2 - 3  |
| San José            | 1 - 3            | Sport Alfonso Ugarte | 1 - 3 | 0 - 0  |
| Deportivo Municipal | 3 - 2            | Olímpico Somos Perú  | 1 - 2 | 2 - 0  |
| Senati FBC          | 2 - 2            | Unión Grauina        | 2 - 1 | 0 - 1  |

Partidos extra
|                     | Resultado |                     |
| ------------------- | --------- | ------------------- |
| Sport Áncash        | 1 - 0     | José Gálvez FBC     |
| Deportivo Municipal | 3 - 2     | Olímpico Somos Perú |
| Senati FBC          | 1 - 0     | Unión Grauina       |

| \| Jor. \| Fecha \| Estadio \| Ciudad \| Local \| Score \| Visitante \| \| ---- \| ---------- \| -------------------- \| -------- \| --------------------------- \| ----- \| --------------------------- \| \| 1 \| 21-11-2004 \| Rosas Pampa \| Huaraz \| Sport Áncash de Huaraz \| 4-1 \| José Gálvez FBC de Chimbote \| \| 1 \| 28-11-2004 \| Gómez Arellano \| Chimbote \| José Gálvez FBC de Chimbote \| 3-2 \| Sport Áncash de Huaraz \| \| 1 \| 01-12-2004 \| Miguel Grau \| Callao \| Sport Áncash de Huaraz \| 1-0 \| José Gálvez FBC de Chimbote \| \| 2 \| 21-11-2004 \| Felix Castillo \| Chincha \| San José de El Carmen \| 1-3 \| Sport Alfonso Ugarte de Ica \| \| 2 \| 28-11-2004 \| Picasso Peratta \| Ica \| Sport Alfonso Ugarte de Ica \| 0-0 \| San José de El Carmen \| \| 3 \| 21-11-2004 \| Municipal Chorrillos \| Lima \| Deportivo Municipal de Lima \| 1-2 \| Olímpico Somos Perú de Lima \| \| 3 \| 27-11-2004 \| Nacional \| Lima \| Olímpico Somos Perú de Lima \| 0-2 \| Deportivo Municipal de Lima \| \| 3 \| 01-12-2004 \| Nacional \| Lima \| Olímpico Somos Perú de Lima \| 2-3 \| Deportivo Municipal de Lima \| \| 4 \| 20-11-2004 \| Mariano Melgar \| Arequipa \| Senati FBC de Arequipa \| 2-1 \| Unión Grauina de Abancay \| \| 4 \| 28-11-2004 \| Condebamba \| Abancay \| Unión Grauina de Abancay \| 1-0 \| Senati FBC de Arequipa \| \| 4 \| 01-12-2004 \| Nacional \| Lima \| Unión Grauina de Abancay \| 0-1 \| Senati FBC de Arequipa \| |            |                      |          |                             |       |                             |
| Jor. | Fecha      | Estadio              | Ciudad   | Local                       | Score | Visitante                   |
| 1 | 21-11-2004 | Rosas Pampa          | Huaraz   | Sport Áncash de Huaraz      | 4-1   | José Gálvez FBC de Chimbote |
| 1 | 28-11-2004 | Gómez Arellano       | Chimbote | José Gálvez FBC de Chimbote | 3-2   | Sport Áncash de Huaraz      |
| 1 | 01-12-2004 | Miguel Grau          | Callao   | Sport Áncash de Huaraz      | 1-0   | José Gálvez FBC de Chimbote |
| 2 | 21-11-2004 | Felix Castillo       | Chincha  | San José de El Carmen       | 1-3   | Sport Alfonso Ugarte de Ica |
| 2 | 28-11-2004 | Picasso Peratta      | Ica      | Sport Alfonso Ugarte de Ica | 0-0   | San José de El Carmen       |
| 3 | 21-11-2004 | Municipal Chorrillos | Lima     | Deportivo Municipal de Lima | 1-2   | Olímpico Somos Perú de Lima |
| 3 | 27-11-2004 | Nacional             | Lima     | Olímpico Somos Perú de Lima | 0-2   | Deportivo Municipal de Lima |
| 3 | 01-12-2004 | Nacional             | Lima     | Olímpico Somos Perú de Lima | 2-3   | Deportivo Municipal de Lima |
| 4 | 20-11-2004 | Mariano Melgar       | Arequipa | Senati FBC de Arequipa      | 2-1   | Unión Grauina de Abancay    |
| 4 | 28-11-2004 | Condebamba           | Abancay  | Unión Grauina de Abancay    | 1-0   | Senati FBC de Arequipa      |
| 4 | 01-12-2004 | Nacional             | Lima     | Unión Grauina de Abancay    | 0-1   | Senati FBC de Arequipa      |

### Semifinal
| Local ida            | Resultado global | Local vuelta | Ida   | Vuelta |
| -------------------- | ---------------- | ------------ | ----- | ------ |
| Sport Alfonso Ugarte | 2 - 3            | Sport Áncash | 1 - 2 | 1 - 1  |
| Deportivo Municipal  | 8 - 3            | Senati FBC   | 8 - 2 | 0 - 1  |

Partido extra
|                     | Resultado |            |
| ------------------- | --------- | ---------- |
| Deportivo Municipal | 3 - 1     | Senati FBC |

| \| Jor. \| Fecha \| Estadio \| Ciudad \| Local \| Score \| Visitante \| \| ---- \| ---------- \| --------------- \| -------- \| --------------------------- \| ----- \| --------------------------- \| \| 1 \| 05-12-2004 \| Picasso Peratta \| Ica \| Sport Alfonso Ugarte de ica \| 1-2 \| Sport Áncash de Huaraz \| \| 1 \| 12-12-2004 \| Rosas Pampa \| Huaraz \| Sport Áncash de Huaraz \| 1-1 \| Sport Alfonso Ugarte de ica \| \| 2 \| 05-12-2004 \| Nacional \| Lima \| Deportivo Municipal de Lima \| 8-2 \| Senati FBC de Arequipa \| \| 2 \| 11-12-2004 \| Mariano Melgar \| Arequipa \| Senati FBC de Arequipa \| 1-0 \| Deportivo Municipal de Lima \| \| 2 \| 15-12-2004 \| Picasso Peratta \| Ica \| Deportivo Municipal de Lima \| 3-1 \| Senati FBC de Arequipa \| |            |                 |          |                             |       |                             |
| Jor. | Fecha      | Estadio         | Ciudad   | Local                       | Score | Visitante                   |
| 1 | 05-12-2004 | Picasso Peratta | Ica      | Sport Alfonso Ugarte de ica | 1-2   | Sport Áncash de Huaraz      |
| 1 | 12-12-2004 | Rosas Pampa     | Huaraz   | Sport Áncash de Huaraz      | 1-1   | Sport Alfonso Ugarte de ica |
| 2 | 05-12-2004 | Nacional        | Lima     | Deportivo Municipal de Lima | 8-2   | Senati FBC de Arequipa      |
| 2 | 11-12-2004 | Mariano Melgar  | Arequipa | Senati FBC de Arequipa      | 1-0   | Deportivo Municipal de Lima |
| 2 | 15-12-2004 | Picasso Peratta | Ica      | Deportivo Municipal de Lima | 3-1   | Senati FBC de Arequipa      |

### Final
| Local ida    | Resultado global | Local vuelta        | Ida   | Vuelta |
| ------------ | ---------------- | ------------------- | ----- | ------ |
| Sport Áncash | 4 - 1            | Deportivo Municipal | 1 - 0 | 3 - 1  |

| \| Jor. \| Fecha \| Estadio \| Ciudad \| Local \| Score \| Visitante \| \| ---- \| ---------- \| ----------- \| ------ \| --------------------------- \| ----- \| --------------------------- \| \| 1 \| 19-12-2004 \| Rosas Pampa \| Huaraz \| Sport Áncash de Huaraz \| 1-0 \| Deportivo Municipal de Lima \| \| 1 \| 26-12-2004 \| Nacional \| Lima \| Deportivo Municipal de Lima \| 1-3 \| Sport Áncash de Huaraz \| |            |             |        |                             |       |                             |
| Jor. | Fecha      | Estadio     | Ciudad | Local                       | Score | Visitante                   |
| 1 | 19-12-2004 | Rosas Pampa | Huaraz | Sport Áncash de Huaraz      | 1-0   | Deportivo Municipal de Lima |
| 1 | 26-12-2004 | Nacional    | Lima   | Deportivo Municipal de Lima | 1-3   | Sport Áncash de Huaraz      |

| Campeón                 |
| Sport Áncash 1.º título |